# 샤페코

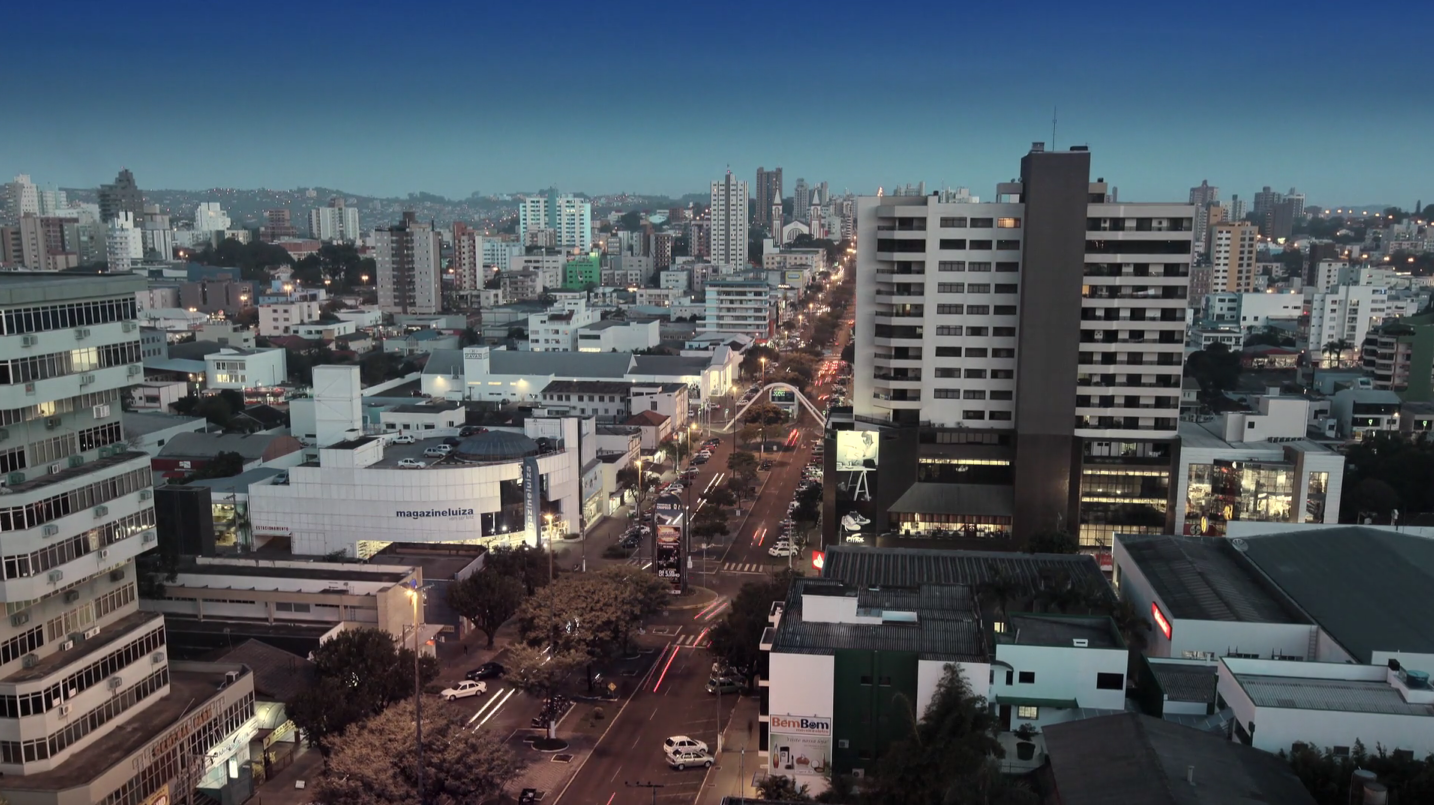
샤페코

샤페코의 위치

샤페코(포르투갈어: Chapecó)는 브라질 산타카타리나주의 도시로 면적은 624,308km2, 높이는 674m, 인구는 205,795명(2015년 기준), 인구 밀도는 329.64명/km2이다. 플로리아노폴리스(산타카타리나 주의 주도)에서 서쪽으로 630km 정도 떨어진 곳에 위치한다.

시 문장

## 같이 보기
- 아소시아상 샤페코엔시 지 푸테보우